# Calvaire de Saint-Augustin
Le calvaire de Saint-Augustin est un établissement patrimonial construit vers 1899 dans la municipalité de Saint-Augustin.

## Voir plus